# Enrico Rivolta
Enrico Rivolta, född 29 juni 1905 i Milano, död 18 mars 1974 i Milano, var en italiensk fotbollsspelare.
Han blev olympisk bronsmedaljör i fotboll vid sommarspelen 1928 i Amsterdam.